# Caral
Caral è un grande insediamento presente nella valle di Supe, vicino a Supe, Provincia di Barranca, Perù, circa 200 km a nord di Lima. Caral è una delle più antiche città delle Americhe, ed è un sito molto studiato della popolazione del Norte Chico.
Nel 2009 il sito è stato inserito tra i patrimoni dell'umanità dell'UNESCO grazie alla sua importanza culturale.

## Storia
Caral fu abitata all'incirca tra il 3000 a.C. ed il 2000 a.C., ed occupava un'area di 66 ettari. Caral fu descritta dai suoi scopritori come più antico centro urbano delle Americhe, affermazione in seguito messa in discussione dalla scoperta di altri siti nelle vicinanze. Dato che ospitava oltre 3 000 abitanti, è uno dei più studiati e grandi siti conosciuti della cultura Norte Chico.
Nel 2024 è stata scoperta una piramide risalente a 5000 anni fa in cui delle pietre aventi funzione simbolica, dette huancas,  delimitano gli angoli e la scalinata centrale.

## Ritrovamenti archeologici

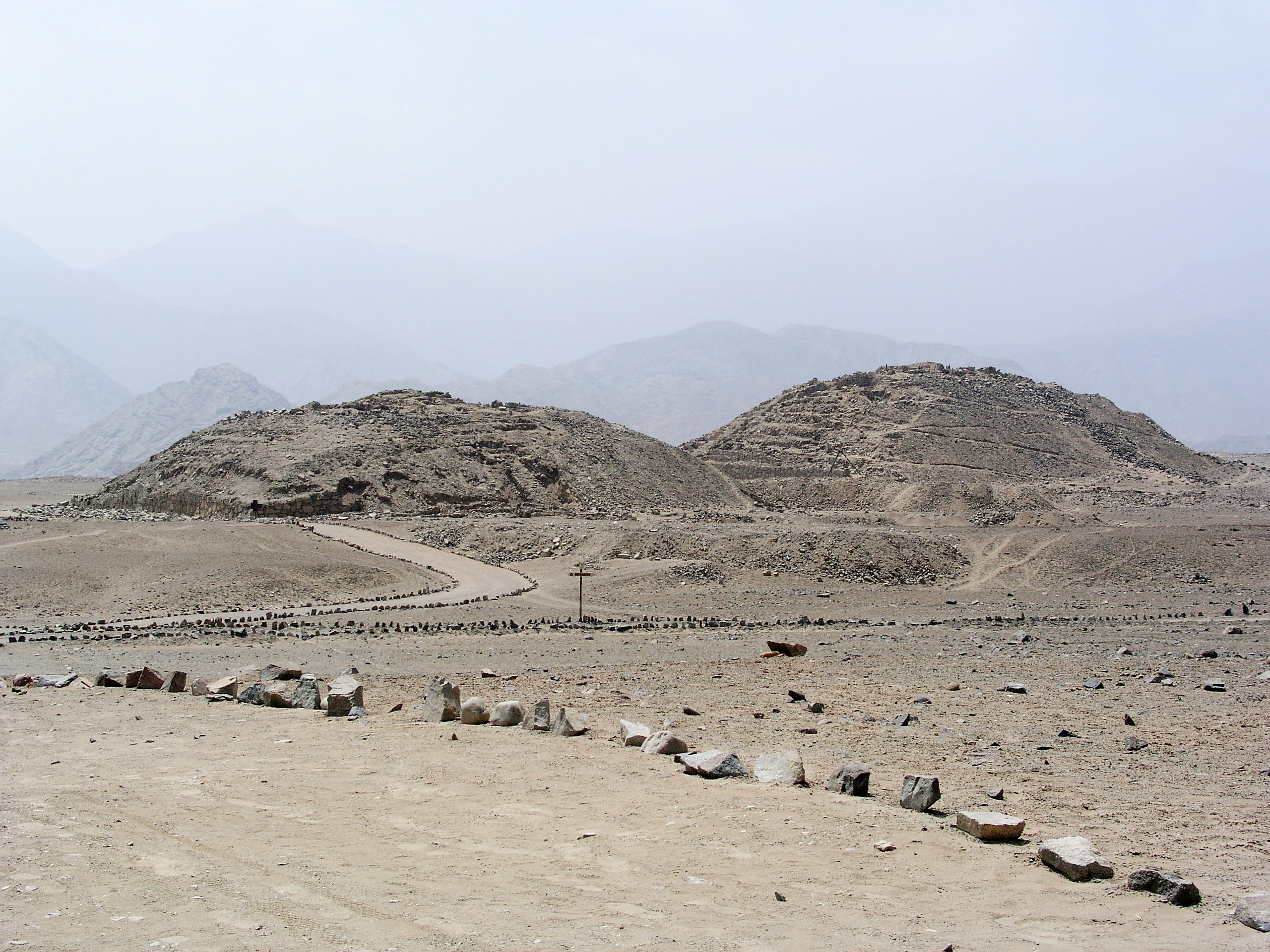
Le piramidi di Caral nell'arida calle di Supe, a dalla costa del Pacifico

Paul Kosok scoprì Caral (Chupacigarro Grande) nel 1948, ma ricevette poche attenzioni dato che non furono trovati gli artefatti tipici di altre culture andine. L'archeologa Ruth Shady esplorò ulteriormente le piramidi di 5000 anni presenti nel deserto peruviano, con il suo complesso sistema di templi, un anfiteatro e numerose case. Il complesso urbano occupa 607000 m² e contiene piazze ed edifici residenziali. Caral era una metropoli fiorente nel periodo in cui furono costruite anche le grandi piramidi d'Egitto.
La principale piramide (Pirámide Mayor) è grande quanto quattro campi da calcio, ed alta 18 metri. Caral è il più grande centro andino databile a prima del 2000 a.C., e sembra essere stato il modello utilizzato per altri piani urbanistici dalle civiltà andine che crebbero e caddero nel corso di quattro millenni. Si crede che Caral possa rispondere alle domande circa l'origine delle civiltà andine ed allo sviluppo delle loro prime città.
Tra gli artefatti ritrovati a Caral si trova un luogo per tessitori che gli archeologi chiamarono quipu. Sostengono che gli artefatti sono la prova che il sistema quipu, un metodo che richiedeva di annodare una corda perfezionato dagli Inca, è antico quanto sostenuto precedentemente dagli archeologi. Gli oggetti ritrovati a Caral sono però più semplici dei quipu inca.
Non sono state trovate tracce di guerre; niente battaglie, niente armi, niente corpi mutilati. I ritrovamenti di Shady suggeriscono che si trattasse di un popolo pacifico, basato sul commercio. In una delle piramidi scoprirono 32 flauti fatti con ossa di pellicani e condor, e 37 cornette in ossa di cervo e lama. Furono trovate anche prove dell'uso di droghe e probabilmente di afrodisiaci. Un ritrovamento ha portato alla luce i resti di un bambino, fasciato e sepolto con un collare fatto di perle d'osso.
Caral contiene altri 19 complessi piramidali sparsi sugli 80 km² della valle di Supe. La scoperta dei quipu indica che i successivi Inca preservavano una certa continuità culturale con la civiltà di Caral.
La data del 2627 a.C. è stata indicata tramite il metodo del carbonio-14 effettuata su alcune borse ritrovate in loco. Queste borse venivano utilizzate per spostare le pietre usate nella costruzione delle piramidi. Il materiale delle borse è ottimo per l'applicazione del metodo, e questo ha permesso un'alta precisione. Il sito potrebbe essere ancora più antico, come sembra dimostrato dagli ultimi scavi fatti, non ancora datati con precisione.
La città ospitava circa 3 000 persone, mentre i 19 centri circostanti permettevano la presenza di 20 000 abitanti. Tutti questi siti mostrano molte connessioni con Caral. Hanno piccole piattaforme circolari in pietra. Shady (2001) ha ipotizzato che Caral fosse il fulcro di questa civiltà, che a sua volta faceva parte di un complesso più vasto che commerciava con le comunità della costa e con le regioni interne fino all'Amazzonia. La rappresentazione di alcune scimmie ne sarebbe la prova.

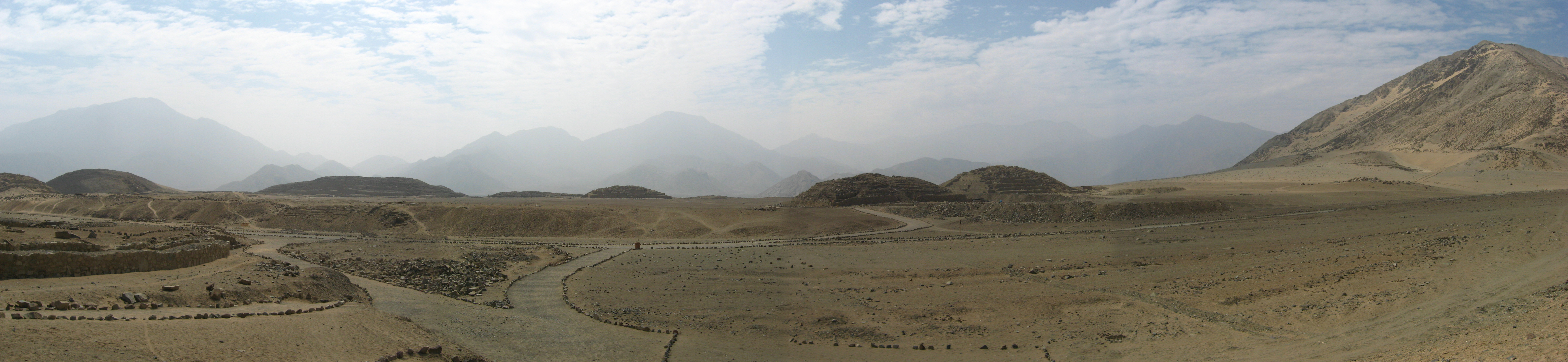
Panorama del sito di Caral